# Ли Хуэйфэнь
Ли Хуэйфэ́нь (кит. упр. 李惠芬, пиньинь Lǐ Huìfēn, р.15 октября 1963) — китайская спортсменка, игрок в настольный теннис, призёр Олимпийских игр.

## Биография
Ли Хуэйфэнь родилась в 1963 году в Шицзячжуане (провинция Хэбэй). В 1986 году завоевала бронзовую медаль в парном разряде на чемпионате Азии (и стала обладательницей золотой медали в составе команды). В 1987 году завоевала серебряную медаль Кубка Азии в одиночном разряде, и серебряную медаль чемпионата мира в парном разряде (и золотую — в составе команды). В 1988 году она завоевала серебряную медаль Олимпийских игр в Сеуле в одиночном разряде, серебряную медаль Кубка Азии, а также три бронзовых медали первенства Азии.
По окончании спортивной карьеры Ли Хуэйфэнь вышла замуж за бывшего товарища по команде Хуэй Цзюня, и вместе с ним уехала жить в Японию. Три года спустя она вернулась в КНР и стала тренером молодёжной национальной сборной. В 1998 году переехала в Гонконг.